# 호쿠신 급행 전철
호쿠신 급행 전철 주식회사(일본어: 北神急行電鉄株式会社,ほくしんきゅうこうでんてつ)는 효고현 고베시에서 호쿠신 선을 운영했던 철도 회사이다. 설립 당시부터 순민간 출자인 회사이다.
고베 전철이나 한큐 전철 등의 출자로 설립되어 현재는 한큐 한신 홀딩스의 연결 자회사이며, 한큐 한신 도호 그룹의 하나이기도 하다. 본사는 효고현 고베시 기타구 야마타정 시모타니가미자 오오하시 27번지(야가미역 서측의 자사 전용 차량 기지 부지내).
채무 부담의 증가로 2002년에 호쿠신 선의 시설을 고베 고속 철도에 매각해 열차의 운행 업무만을 실시하는 제2종 철도 사업자가 되었다. 그러나 결국 모든 시설 등을 고베시 교통국으로 넘겼고, 해체됐다.

## 역사
- 1979년 10월 29일 설립.
- 1980년 12월 15일 호쿠신 선 공사 착공.
- 1984년 8월 9일 호쿠신 터널(7,276m)관통.
- 1988년 3월 3일 호쿠신 선 공사 준공.
- 1988년 3월 15일 호쿠신 선의 시운전 개시.
- 1988년 4월 2일 호쿠신 선 개통.
- 1992년 4월 1일 고베 시영 지하철과의 승계 할인 운임 설정.
- 2002년 4월 1일 호쿠신 선을 고베 고속 철도에 양도해, 동선의 제1종 철도 사업자로부터 제2종 철도 사업자가 된다.
- 2007년 9월 30일 고베 전철이 부동산의 평가손 발생에 수반해 호쿠신 급행의 경영 지원을 중단. 이것에 앞서 2007년 9월 28일에 한큐 전철에서 100억엔의 무이자 융자를 받아 한큐 한신 홀딩스의 지분법 적용 관련 회사로부터 연결 자회사로 변경이 된다. 이것에 의해 한큐 전철로부터의 융자 총액은 270억 남짓이 되었다.
- 2020년 6월 1일 호쿠신 급행 전철 해체. 모든 시설 등을 고베시 교통국으로 이관.

## 노선
- 호쿠신 선

## 운임
- 어른 보통 여객 운임：전선 350엔 균일(소아는 반액).2004년 12월 1일 기준.
  - 신고베에서 고베 시영 지하철에 갈아타는 경우는 30엔 할인(소아는 어른 할인 운임의 반액).

이전에는 430엔이었지만 1999년 4월 1일에 가격 인하를 했다.

## 차량

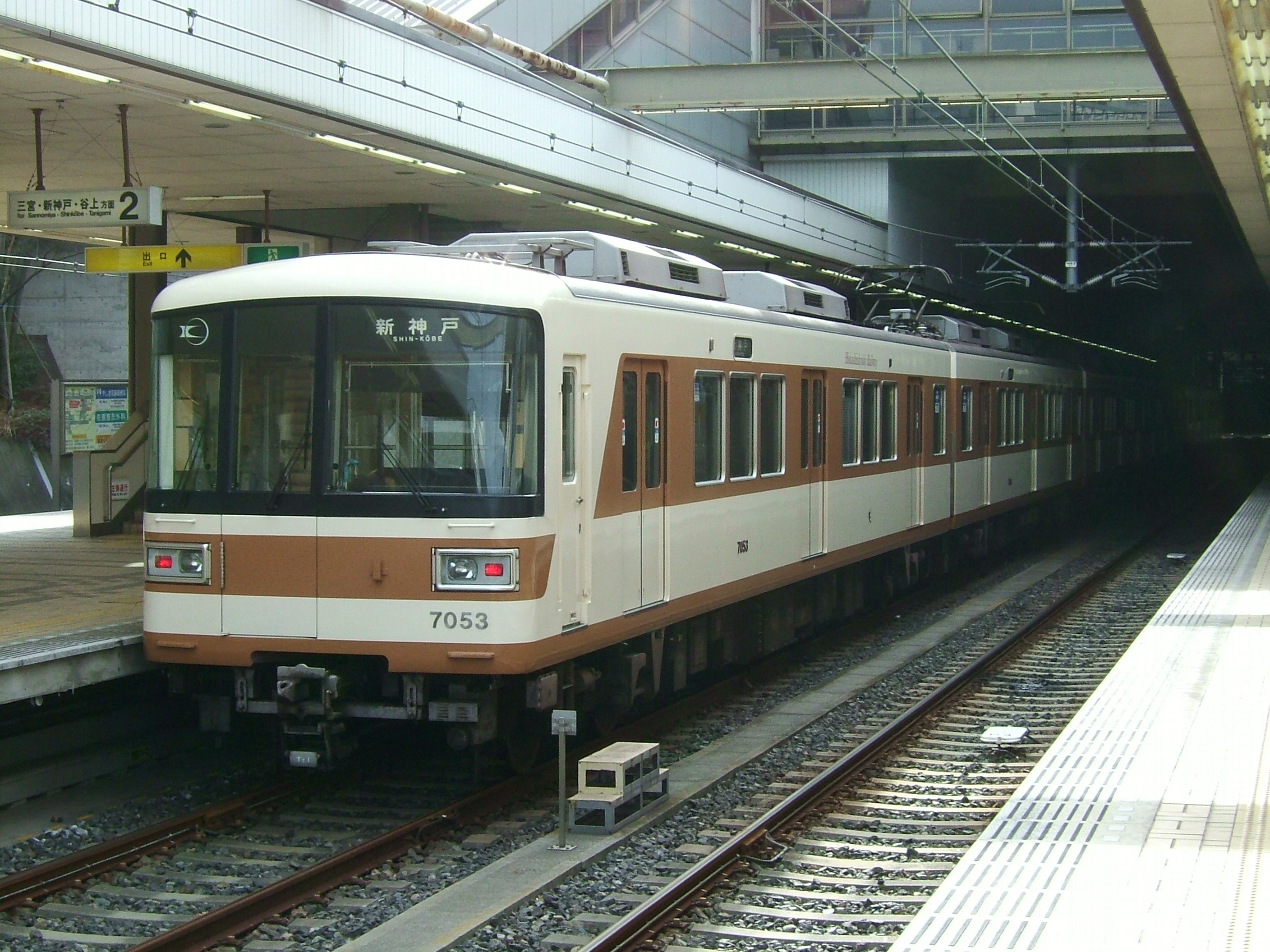

- 7000계